# Barnflair
Barnflair is een dorp in de gemeente Westerwolde, in het uiterste zuidoosten van de Nederlandse provincie Groningen.
Het dorp ligt ten zuiden van Ter Apel en is ermee verbonden door de lintbebouwing langs het Ter Apelkanaal. Tussen Ter Apel en het dorp ligt nog: Burgemeester Beinsdorp en min of meer ook nog Agodorp.
Het plaatsje is bekend omdat er zich een grensovergang met Duitsland bevindt. Ook aan de andere zijde van de grup (zoals de grens hier wel schertsend wordt genoemd, grup is een droge sloot) heet het, op zijn Duits geschreven, Barnfleer.
De naam betekent brandend veen (bern = brand, fleer = laagveen). De ietwat Franse schrijfwijze komt wel meer bij Groninger plaatsnamen voor, zoals bij Bourtange en Usquert.

## Redoutede Batterij

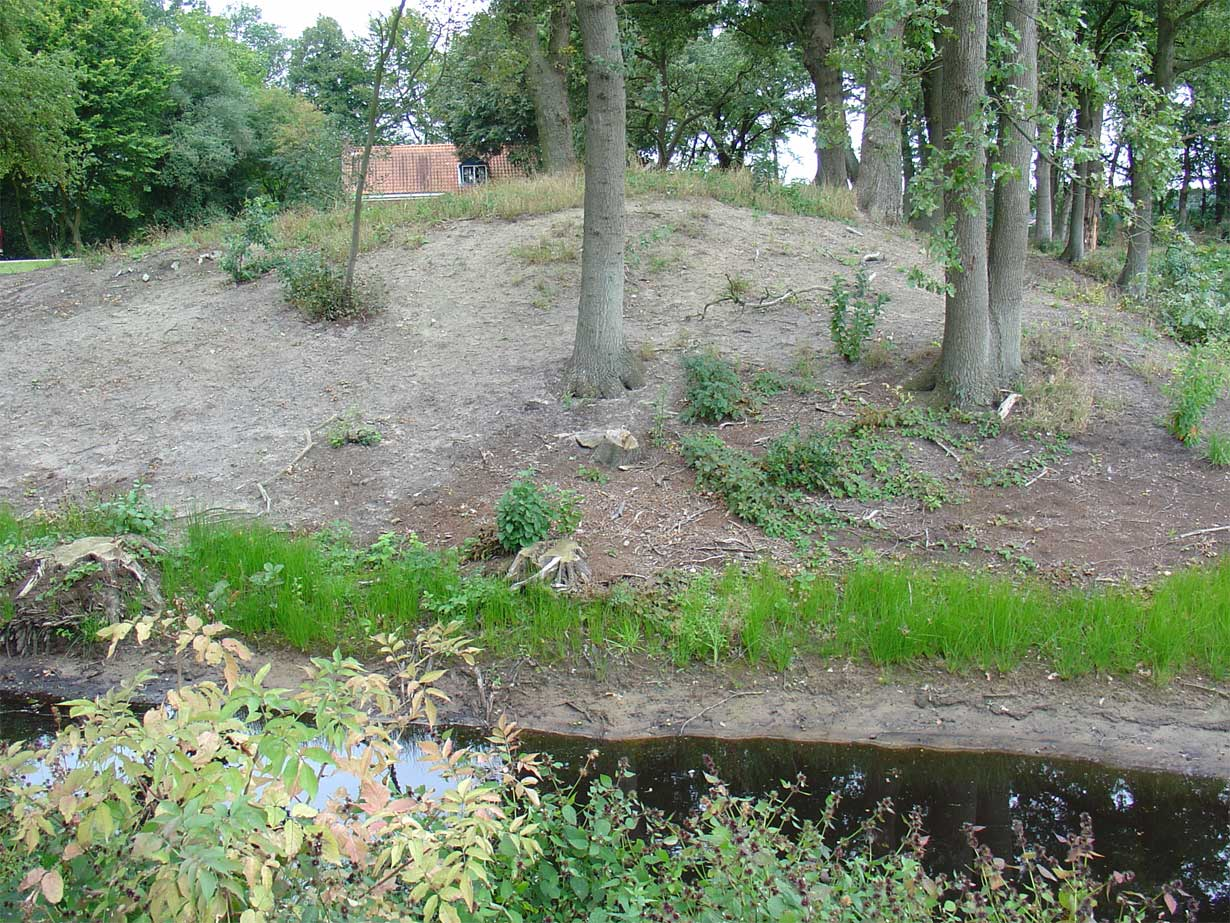
Resten van de Redoute de Batterij in Barnflair

In Barnflair bevinden zich de restanten van een in 1798 aangelegde redoute (veldschans). Tijdens de aanvallen van Bernhard von Galen (bijnaam Bommen Berend) in de Eerste Münsterse oorlog was gebleken dat het gebied ten zuidoosten van Ter Apel moeilijk te verdedigen was, omdat het veengebied goeddeels was drooggevallen. Na deze oorlog werd dan ook in 1666 een schans nabij Ter Apel gebouwd. In 1798 werd dit verdedigingswerk uitgebreid met een redoute in Barnflair. Deze redoute vormde een keten in de schakel van verdedigingswerken van Coevorden tot Nieuweschans. Door de opheffing van de verdedigingslinie Eerste Linie van de Eems in 1851 verloren de bijbehorende vestingwerken hun betekenis en werden successievelijk afgebroken of raakten in verval.
Dorpen: Barnflair · Bellingwolde · Blijham · Bourtange · Jipsingboertange · Oudeschans · Over de Dijk · Sellingen · Ter Apel · Ter Apelkanaal · Veelerveen · Vlagtwedde · Vriescheloo · Wedde · Wedderheide · Zandberg (deels)

Buurtschappen: Agodorp · Borgertange · Borgerveld · Bovenstreek · De Bouwte · De Bruil · De Bult · Den Ham · De Heemen · De Lethe · De Maten · De Oerde · De Straat (Engelkes) · Draaijerij · Ellersinghuizen · Hanetange · Harpel · Hoorn · Hoornderveen · Jipsingboermussel · Jipsinghuizen · Kielhuppen · Klein-Ulsda · Klontjebuurt · Koudehoek · Lammerweg · Laude · Lauderbeetse · Lauderzwarteveen · Laudermarke · Leemdobben · Lieskemeer · Loosterheide · Lutje Ham · Lutjeloo · Morige · Munnekemoer · Nienoordstreekje · Oosteinde · Overdiep · Pallert · Plaggenborg · Poldert · Renneborg · Rhederbrug · Rhederveld · Rijsdam · Roelage · 't Schot · Sellingerbeetse · Sellingerzwarteveen · Slegge · Stakenborg · Stobben · Ter Borg · Ter Haar · Ter Walslage · Ter Wisch · Tjabbesstreek · Veele · Veendijk · Veerste Veldhuis · Verbindingsweg · Vlagtwedder-Veldhuis · Vogelzang · Voorwold · Wedderbergen · Wedderveer · Weende · Weite · Wessingtange · Westeind · De Westert · Winschoterhogebrug (deels) · Winschoterzijl (deels) · Wollingboermarke · Wollinghuizen · Zuidveld · Zandstroom

Groningen: Steden en dorpen      Nederland: Provincies · Gemeenten